# Barbara Howard (athlétisme)
Pour les articles homonymes, voir Barbara Howard et Howard.
Barbara Howard (née le 8 mai 1920 à Vancouver et morte le 26 janvier 2017 dans la même ville) est une athlète et sprinteuse canadienne. Elle remporte deux médailles en relais aux Jeux de l'Empire britannique de 1938.

## Biographie
Howard naît et grandit à Vancouver, en Colombie-Britannique. C'est la benjamine des quatre enfants de Catherine "Cassie" Scurry, de Winnipeg, et de l'Américain Samuel Howard, mécanicien de machines fixes. Son père meurt quand elle a huit ans. La famille vit dans le quartier Grandview de Vancouver Est.
Elle représente le Canada aux Jeux de l'Empire britannique de 1938 à Sydney, en Australie, et on pense qu'elle est la première femme noire à représenter le Canada dans une compétition internationale.
À 17 ans seulement, elle réalise un temps de 11,2 secondes aux essais des Jeux de l'Empire britannique de l'Ouest canadien. Sa performance aux Jeux la déçoit - elle termine sixième au 100 yards - mais elle aide les équipes de relais du Canada de 440 yards et 660 yards à remporter respectivement les médailles d'argent et de bronze.
Bien qu'elle ait l'intention de poursuivre sa carrière internationale sur piste, le déclenchement de la Seconde Guerre mondiale entraîne l'annulation des Jeux olympiques de 1940 et 1944. « Au moment où les compétitions sportives internationales ont repris, Mme Howard n'était plus dans la fleur de l'âge. »
Elle devient ensuite enseignante et est la première membre d'une minorité visible à être embauchée par le Conseil scolaire de Vancouver, où elle enseigne pendant 43 ans.